# Palaeovaranidae
De Palaeovaranidae, voorheen bekend als Necrosauridae, zijn een familie en klade van uitgestorven varanoïde hagedissen, bekend uit het Paleogeen van Europa.
De klade is in 2017 door Georgios L. Georgalis gedefinieerd als alleen omvattend het geslacht Palaeovaranus (Zittel, 1887). De geslachten Eosaniwa (Haubold, 1977),  en Paranecrosaurus (Smith & Habersetzer, 2021) vallen er dus per definitie buiten. Georgalis wilde de naam Necrosauridae vervangen omdat Necrosaurus een nomen nudum zou zijn waarop geen familienaam gebaseerd mag worden. Andere onderzoekers zien de familie als wel Eosaniwa en Paranecrosaurus omvattend.